# Jamanota
Jamanota (188 m n. m.) je kopec na ostrově Aruba v Závětrných Antilách v jižním Karibiku při pobřeží Venezuely. Jedná se o nejvyšší bod ostrova i celého nizozemského autonomního teritoria Aruba.

## Fotogalerie

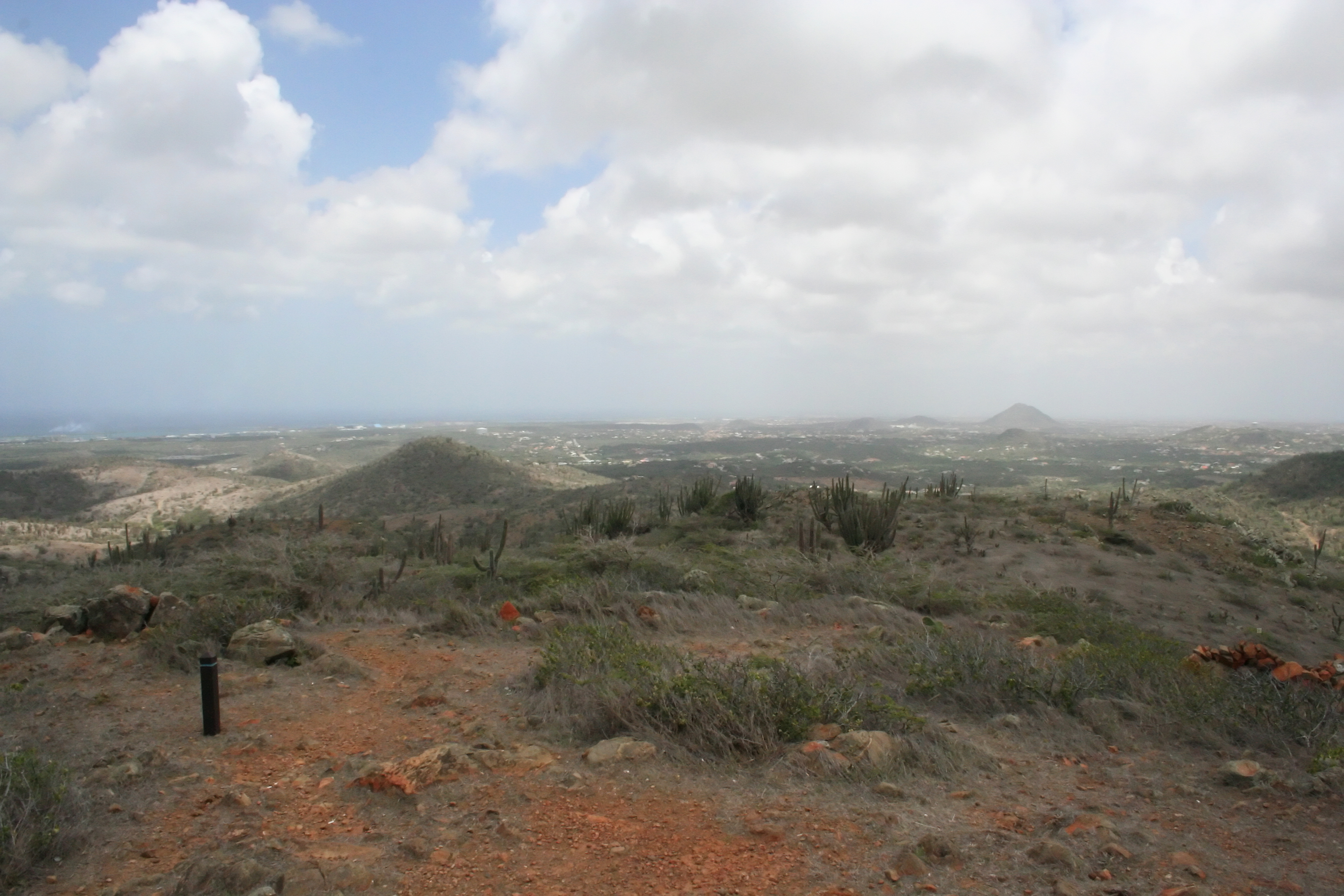
Výhled z vrcholu Jamanoty